# داي يونغ
داي يونغ (بالإنجليزية: Dey Young)‏ هي نحّاتة وممثلة أمريكية، ولدت في 28 يوليو 1955 في الولايات المتحدة.

## أعمال

### أفلام
- (1987) سبيسبولز[3][4]
- (1990) امرأة جميلة[5][6]
- (2009) ما الذي حدث للتو؟[7]

### مسلسلات
- جاغ
- رجال ماد

## وصلات خارجية
- داي يونغ على موقع IMDb (الإنجليزية)
- داي يونغ على موقع ألو سيني (الفرنسية)
- داي يونغ على موقع أول موفي (الإنجليزية)
- داي يونغ على موقع قاعدة بيانات الأفلام السويدية (السويدية)
- داي يونغ على موقع قاعدة بيانات الفيلم (الإنجليزية)
- داي يونغ على موقع كينوبويسك (الروسية)